# Black Dog (canção)

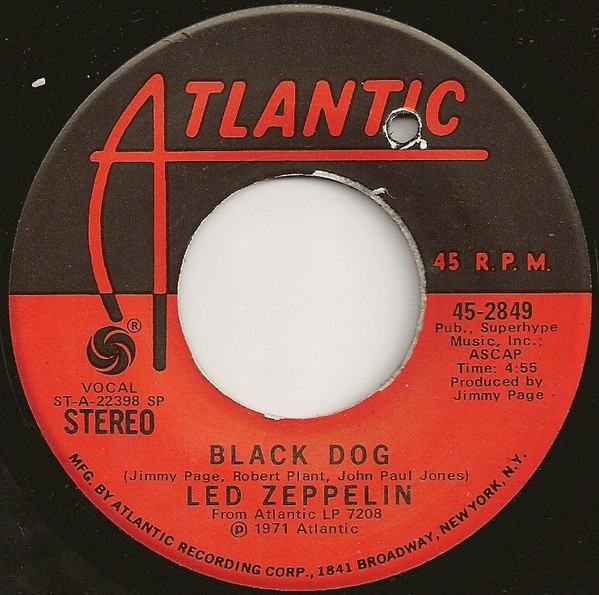
Led Zeppelin

"Black Dog" é uma canção da banda inglesa Led Zeppelin e uma das mais famosas músicas da década de 70. É a faixa inicial do quarto álbum de estúdio da banda, lançado em 1971. Foi lançada como single, incluindo Misty Mountain Hop no lado B. Black Dog foi o segundo single do Led Zeppelin IV e alcançou a posição 15ª nas paradas americanas. A música recebeu esse nome em homenagem a um cachorro preto que ficava entrando e saindo do estúdio enquanto o albúm Led Zeppelin IV era gravado.
A autoria da música é creditada a Jimmy Page, Robert Plant e John Paul Jones, completada com som estrondoso da bateria de John Bonham. O riff da música é baseada no baixo, cortesia de John Paul Jones. Os arranjos vocais de Plant são baseados na canção "Oh Well" de Fleetwood Mac.
Em 2004, a música foi eleita como número 300 na lista das "500 Maiores Músicas de todos os Tempos", da revista Rolling Stone.

## Créditos
- Robert Plant - Vocais
- Jimmy Page - Guitarra
- John Paul Jones - Baixo
- John Bonham - Bateria